# Sadhu

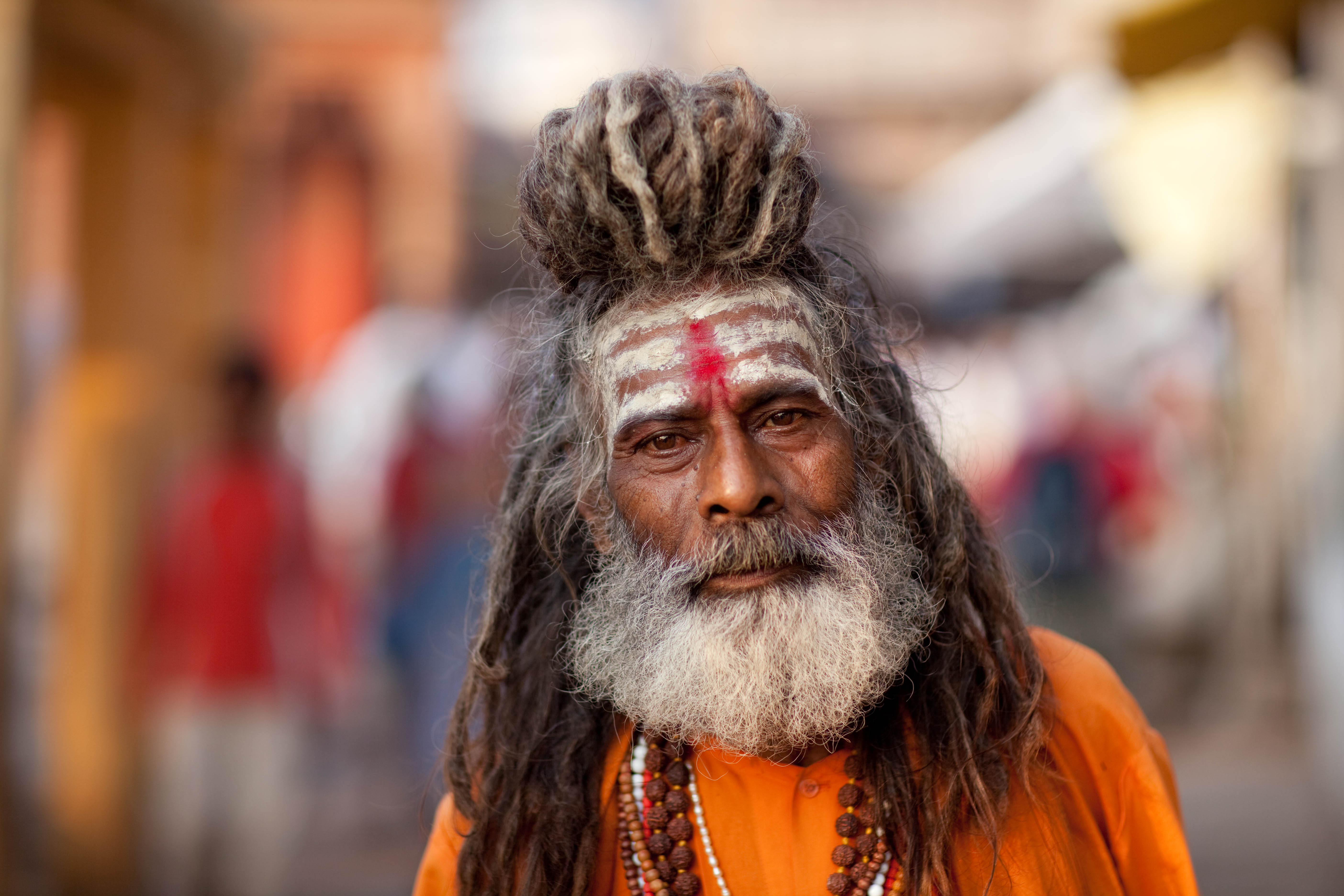
Sadhu in Varanasi

Sadhu (Sanskrit साधु IAST sādhu, deutsch ‚Guter oder auch: Heiliger Mann‘) ist im Hinduismus ein Oberbegriff für jene, die sich einem religiösen, teilweise streng asketischen Leben verschrieben haben, besonders bezeichnet es die Mönche der verschiedenen hinduistischen Orden.

## Lebensstil

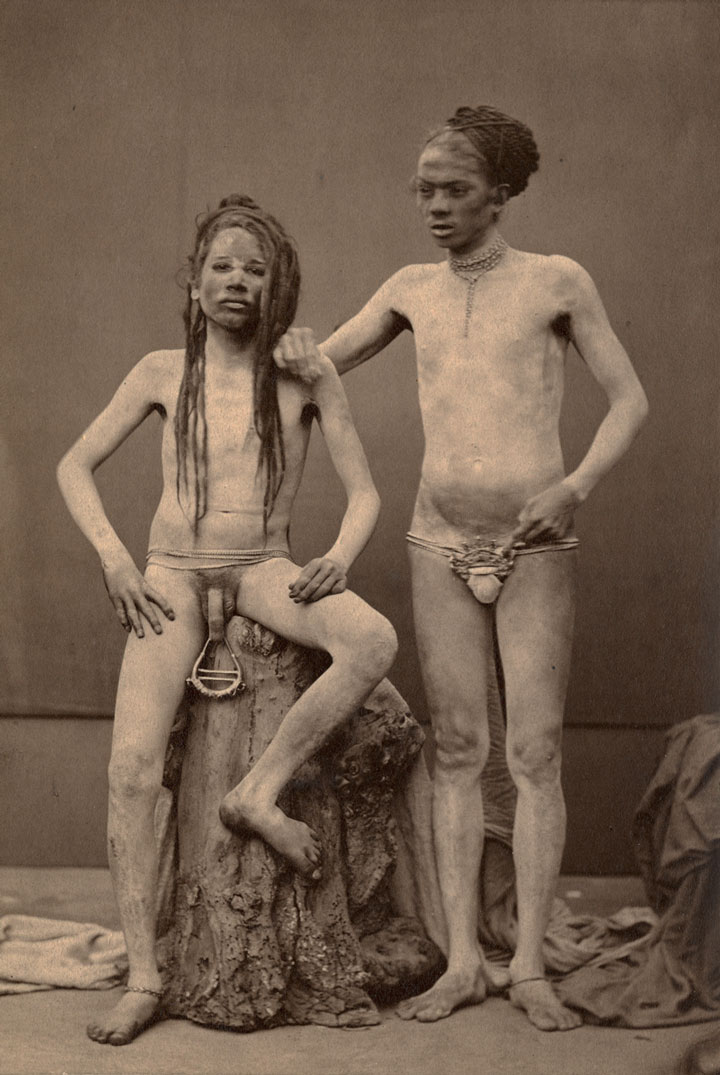
Nackte indische Sadhus, Ende des 19. Jahrhunderts (links mit Ampallang-Piercing)

Ein Sadhu, der das weltliche Leben restlos aufgegeben hat, asketisch lebt und sich in der vierten und damit letzten Phase des vedischen Ashrama-Systems befindet, ist ein Sannyasin, ein „Entsagender“. Es gibt aber auch Sadhus, die heiraten und Familien gründen, wie etwa die Baul, Angehörige einer mystischen Sekte im Osten Indiens. Baul ziehen umher, singen in Dörfern und Städten ihre typischen religiösen Lieder und bestreiten von den Spenden ihren Lebensunterhalt. Sie besitzen bescheidene Wohnungen.
Andere Sadhus bilden Gemeinschaften in Ashrams oder leben in Wohnräumen, die mit Tempeln verbunden sind. Hier widmen sie sich dem spirituellen Leben, studieren und lehren die heiligen Schriften. Viele Sadhus beschäftigen sich neben spirituellen Aktivitäten auch mit philanthropischen sowie humanitären Aufgaben, besonders bekannt dafür sind etwa jene der Ramakrishna-Mission sowie die der Swaminarayan-Mission, beide in Indien sehr populär. Sie organisieren Hilfe für Arme und arrangieren Katastrophenhilfe.
Manche umherwandernde, besonders asketische Sadhus, die Sannyasins, begnügen sich auch mit irgendeinem Platz in der Nähe eines Tempels; andere leben in Höhlen oder sind völlig heimatlos auf ständiger Wanderschaft. Viele Sadhus rauchen Haschisch (charas) oder Cannabis (ganja), unter anderem zum Zwecke der Meditation. Sannyas ist auch die letzte der vier Stufen eines idealen Hindu-Lebens, das der Dharma, die hinduistische Ethik, als wünschenswert vorsieht. Im letzten Abschnitt des Lebens ist es demnach angemessen, sich von allem Weltlichen zu lösen und sich heimatlos, von milden Gaben ernährend, der Suche nach Erlösung zu widmen.
Viele Männer entscheiden sich jedoch schon in jungen Jahren zu einem Leben als Sadhu. Nach dem Entschluss zur Entsagung schließt sich der Suchende einem Guru an, der ihn in die spirituelle Lehre sowie in Techniken der Askese und Meditation einführt, und dem er als Schüler dient. Anschließend legt er ein persönliches Gelübde ab, das je nach den Vorschriften des jeweiligen Gurus verschiedene Anforderungen auferlegt. Das kann Heimatlosigkeit sein, Armut, sexuelle Enthaltsamkeit, Fasten sowie völlige Bedürfnislosigkeit. Manche Sadhus leben in vollständiger Nacktheit. Die hinduistischen Orden gehören verschiedenen Strömungen und zahllose Untergruppierungen an, die an ihre Sadhus auch unterschiedliche Forderungen stellen.
Neben den Sadhus, die sich der spirituellen Entwicklung widmen, gibt es aber auch einige, die, um ihre absolute Hingabe zu demonstrieren, bizarre Leistungen vollbringen: So haben Einzelne Weltrekorde aufgestellt, z. B. „17 Jahre stehen“ oder „einen Arm seit 25 Jahren in die Luft halten“. Solche Handlungen werden als Opfer für den jeweiligen Gott gesehen. Durch sie streben die Sadhus nach einer mystischen Einsicht.

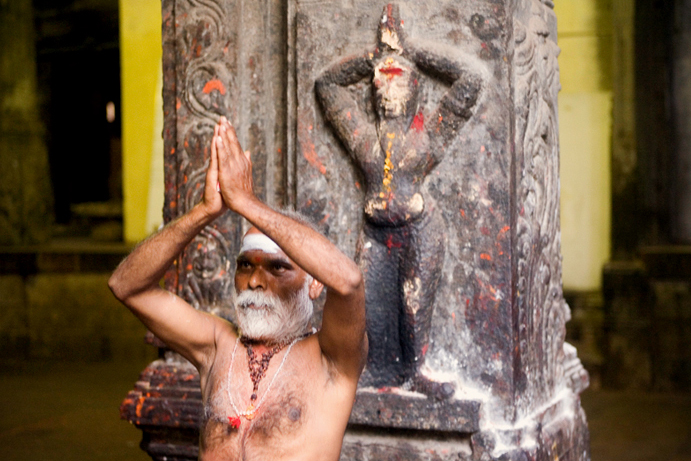
Sadhu in Madurai
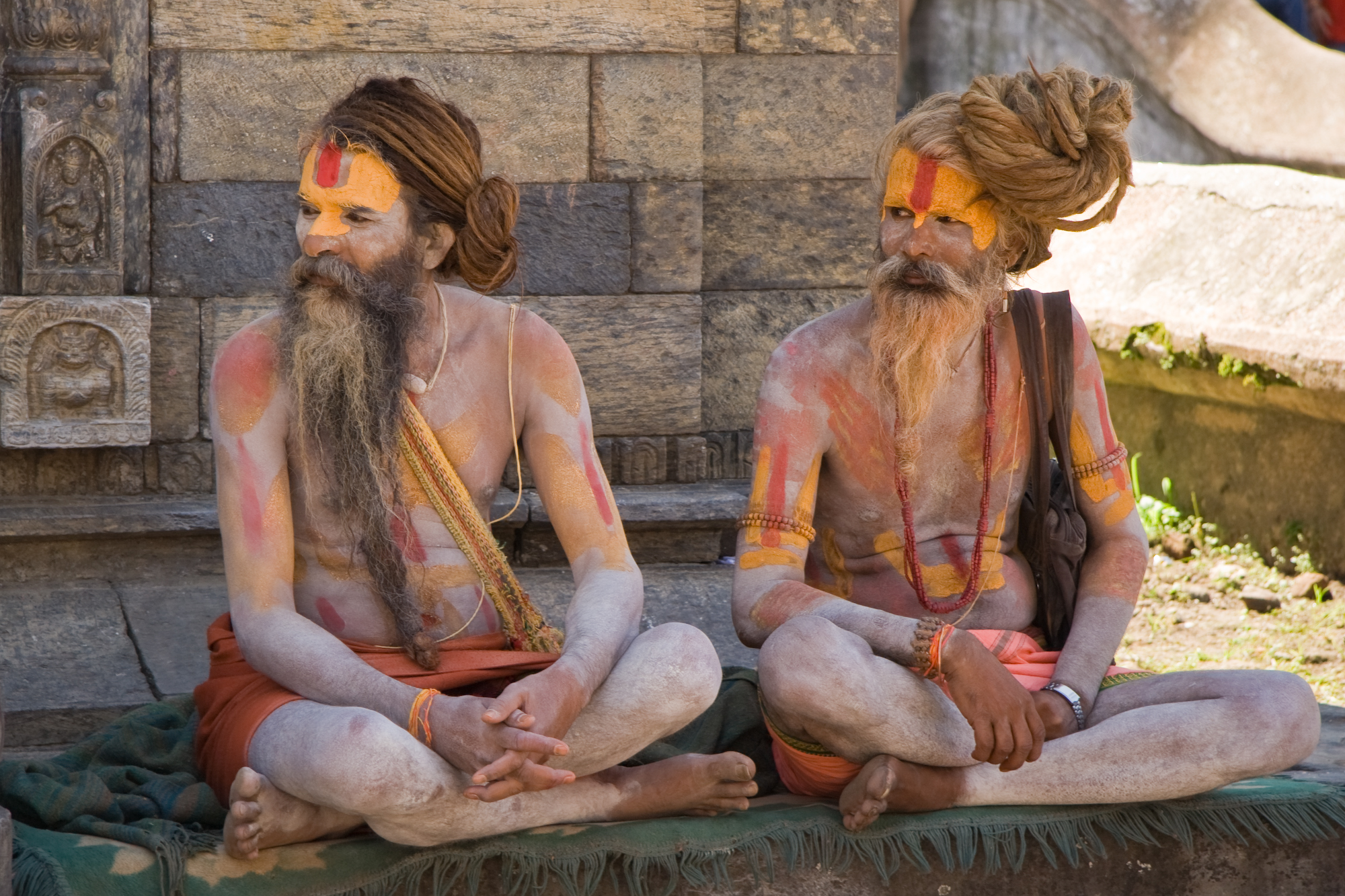
Sadhus in Kathmandu
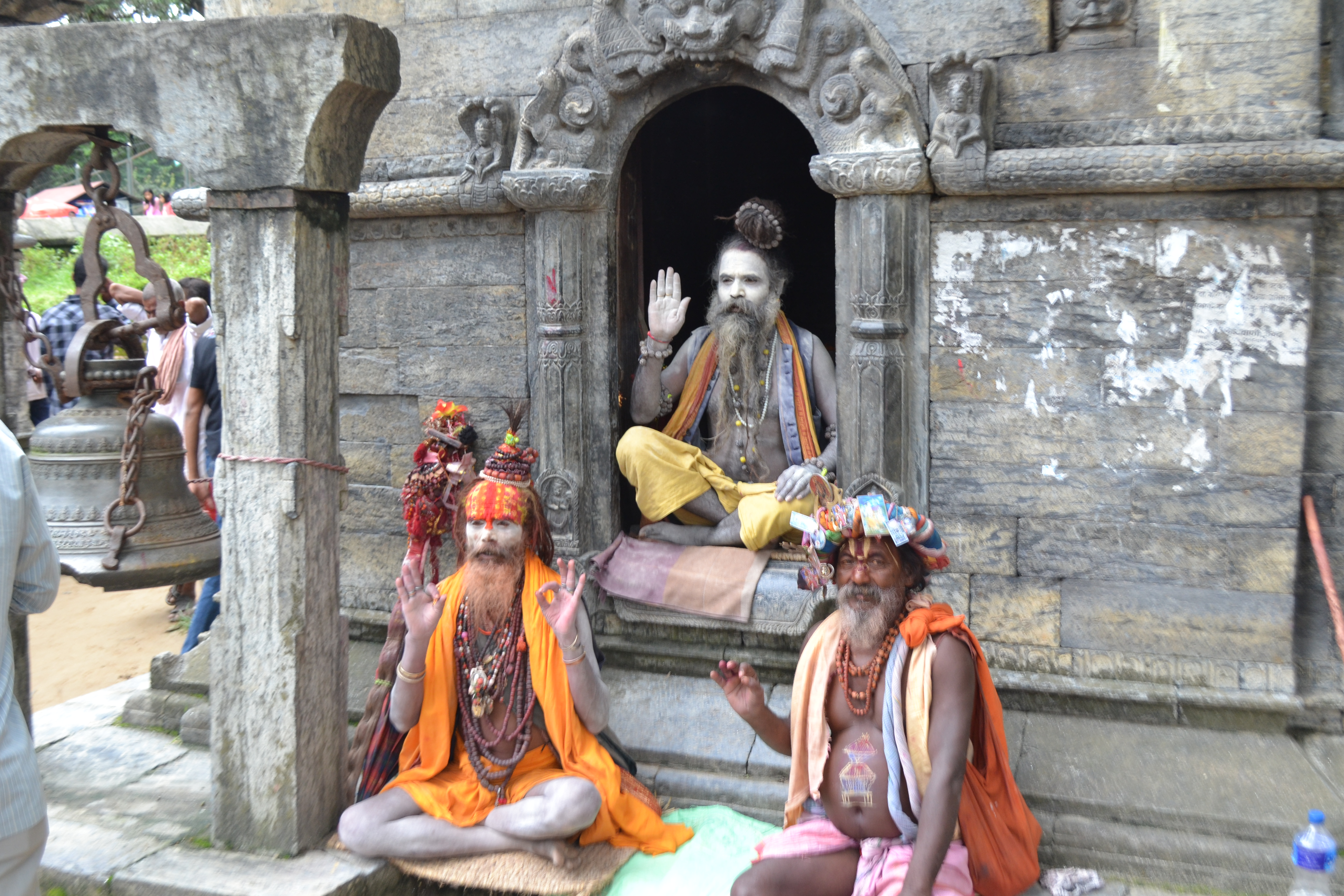
Betende Sadhus in Kathmandu
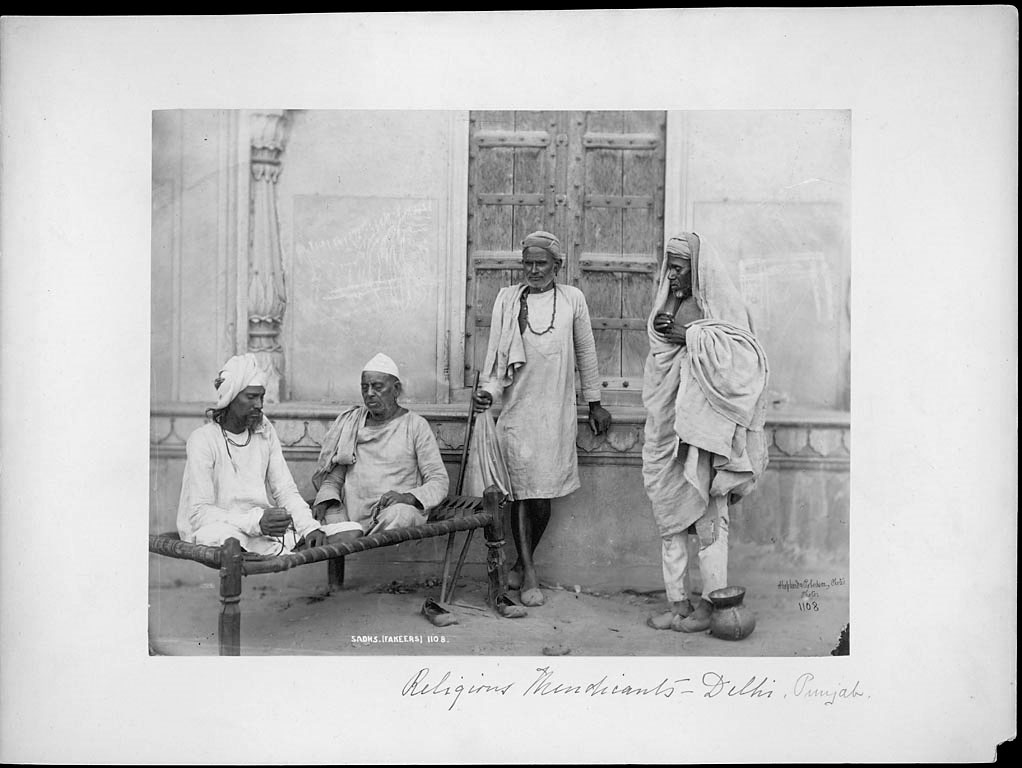
Sadhus (Fakire), Foto von Charles Shepherd

## Gesellschaftliche Stellung
In Indien werden Sadhus meist sehr respektiert, da ihre Askese nicht nur als persönliche Aufgabe, sondern auch als stellvertretende Handlung für viele gesehen wird. In den 1970ern entstand in Kontakt mit den Sadhus und Sadvis in Goa die moderne Psytrancesubkultur. Jata, die Dreadlocks, kamen als Zeichen Shivas über die Hippiekultur nach Europa.